# Volando (Dik Dik)
Volando è il quarto album in studio del gruppo musicale italiano Dik Dik, pubblicato dall'etichetta discografica D%K e distribuito dalla Ri-Fi nel 1976.
L'album è prodotto da Sandro Colombini e l'orchestra è diretta da Roberto Giuliani. Il brano che dà il titolo al disco è una cover in italiano di Sailing, originariamente interpretata dai Sutherland Brothers nel 1972, ma resa celebre tre anni dopo da Rod Stewart. Sognando la California, già incisa dal gruppo dieci anni prima, è una cover di California Dreamin' dei The Mamas & the Papas; I' te vurria vasà, è un brano con testo in napoletano risalente al 1900.

## Tracce

### LP
Lato A
1. Volando (cover del brano "Sailing" dei The Sutherland Brothers) – 5:08 (Gavin Sutherland; adattamento testo e musica di Sandro Colombini)
2. Mese di maggio – 3:30 (Vito Paradiso, Sbrigo (Giancarlo Sbriziolo), Erminio Salvaderi)
3. Cavalli alati – 4:20 (Vito Paradiso, Roberto Carlotto)
4. È amore – 4:10 (Sbrigo (Giancarlo Sbriziolo), Erminio Salvaderi)
5. Contrada – 4:15 (Vito Paradiso, Pietruccio Montalbetti, Roberto Giuliani)

Lato B
1. Come una bambina – 4:28 (Vito Paradiso, Piero Soffici)
2. I' te vurria vasà (Adattamento testo e musica di Alfredo Mazzucchi) – 3:40 (testo: Vincenzo Russo – musica: Eduardo di Capua)
3. Vecchio solaio – 3:50 (Delio Cogliati, Pietruccio Montalbetti, Roberto Giuliani)
4. Futuro presente – 4:15 (Vito Paradiso, Pietruccio Montalbetti, Roberto Giuliani)
5. Latte azzurro – 2:30 (Roberto Carlotto)
6. Sognando la California (Cover del brano "California Dreamin' " dei The Mamas & the Papas) – 2:20 (John Phillips; adattamento testo e musica di Mogol)

## Formazione
- Pietruccio Montalbetti - voce, chitarra, basso
- Erminio Salvaderi - voce, chitarra
- Giancarlo Sbriziolo - voce, basso
- Roberto Carlotto - voce, tastiere
- Nunzio Favia - batteria, percussioni

Musicisti aggiunti
- Roberto Giuliani ("Maxophone") – direzione d'orchestra
- Alberto Ravasini ("Maxophone")

Note aggiuntive
- Sandro Colombini – produttore
- Registrazioni effettuate negli Studi RFI nei mesi di Nov. Dic. 1975 e Marzo 1976
- Bruno Righi – tecnico del suono
- "Bimbo" Foeli Daniele – assistente
- Wanda e Cesare Monti – copertina album
- Ringraziamo l'amico Vito Paradiso per l'assistenza ai testi [1]

## Classifica
Singoli
| Anno | Titolo del brano  | Classifica | Posizione raggiunta |
| ---- | ----------------- | ---------- | ------------------- |
| 1976 | Volando (Sailing) | Hit parade | 21                  |